# Dong Jingwei
Dong Jingwei (chinesisch 董經緯 / 董经纬, Pinyin Dǒng Jīngwěi; * 18. November 1963) ist ein chinesischer Politiker, der seit 2018 Vizeminister des Ministeriums für Staatssicherheit (auch bekannt als MSS oder Guo'anbu) ist. Zuvor war er Chef der Spionageabwehr der Agentur. Im Juni 2021 behaupteten Berichte, dass er in die Vereinigten Staaten übergelaufen sei.

## Leben und Karriere
Dong stammt aus den Kreis Zhao in der Provinz Hebei. Sein Studium umfasst einen Master of Science. Er hat eine Tochter, Dong Yang.
Dongs Karriere in der nationalen Sicherheit begann mit mehr als einem Jahrzehnt Dienst als Direktor der Abteilung für nationale Sicherheit der Provinz Hebei, einer regionalen Organisationseinheit des Ministeriums für Staatssicherheit. Er leitete die Abteilung von Februar 2006 bis 30. März 2017. Während dieser Zeit war er in der kommunistischen Parteipolitik und in mehreren regionalen Gremien und Konferenzen tätig. 2007 wurde er in das 7. Provinzkomitee der Kommunistischen Partei Chinas (KPCh) berufen. Im Jahr 2010 tauchten Berichte des Pariser Geheimdienstes Intelligence Online auf, dass Dong von seinen Vorgesetzten in Peking angeordnet hatte, vier japanische Angestellte der Fujita Corporation zu verhaften, die „in einer verbotenen Militärzone filmten“, ein Schritt, den die Veröffentlichung als Machtspiel bezeichnete von hochrangigen Beamten innerhalb der MSS gegen den damaligen Präsidenten und Generalsekretär Hu Jintao. Seine Loyalität gegenüber Vorgesetzten, sein Alter und sein regionaler Hintergrund brachten ihn bei hohen Parteifunktionären unter Hus Nachfolger Xi Jinping ein. Dong wurde bald Teil der „Xi Jinping Clique“, einer der wichtigsten politischen Fraktionen innerhalb der kommunistischen Partei. Im Jahr 2018 berichtete Intelligence Online, dass Dong Xi nahe stehe, und beobachtete, dass „er zuvor die Guo'anbu in der Region Hebei geleitet hatte, einer Provinz, die viele von Xis Securocrats hervorgebracht hat“.
Am 1. April 2017 wurde Dong von regionalen Geheimdienstoperationen zu einem nationalen Posten in Peking befördert und zum Direktor der Politischen Abteilung der MSS (Büro Nr. 3) ernannt. Innerhalb der Behörde wurde er schnell weuter befördert und fast genau ein Jahr später, Ende April 2018, wurde er in seine jetzige Position als Vizeminister für Staatssicherheit berufen. Mit höheren Ämtern wuchs sein politisches Ansehen weiter, als Repräsentant beim 18. und 19. Nationalkongress der kommunistischen Partei und als Mitglied des 13. Nationalkomitees der Politischen Konsultativkonferenz des Chinesischen Volkes. Im März 2019 wurde er zum Vizepräsidenten des achten Rates der chinesischen Anwaltsgesellschaft ernannt.

## Gerüchte
Im Juni 2021 tauchten zuerst in chinesischen sozialen Medien und bald in internationalen Nachrichtenmedien Gerüchte auf, die darauf hindeuteten, dass Dong Mitte Februar übergelaufen und mit seiner erwachsenen Tochter Dong Yang von Hongkong in die Vereinigten Staaten geflogen sei. Den Gerüchten zufolge habe Dong wichtige Informationen über das Wuhan Institute of Virology und Chinas Biowaffenprogramm bereitgestellt, die die Haltung der Biden-Regierung zu den Ursprüngen der COVID-19-Pandemie geändert hätten. Han Lianchao, ein ehemaliger Beamter des chinesischen Außenministeriums, der nach dem Massaker auf dem Platz des Himmlischen Friedens 1989 in die Vereinigten Staaten übergelaufen war, sagte, ein Freund habe ihm von Gerüchten erzählt, dass Dong übergelaufen sei und dass der Übertritt von chinesischen Beamten während des chinesisch-amerikanischen Gipfels in Alaska erwähnt wurde. Unter Berufung auf eine ungenannte Quelle behauptete er, Chinas Außenminister Wang Yi und das Mitglied des Politbüros der Kommunistischen Partei, Yang Jiechi, hätten Dongs Rückkehr gefordert. In dem Bericht von Spytalk vom 17. Juni beschrieb der ehemalige US-Geheimdienstoffizier Nicholas Eftimiades das Gerücht als „genau das, was es ist, ein Gerücht oder Form... vertraut wegen seiner Integrität.“ Mollie Saltskog von The Soufan Group mahnte zur Vorsicht und sagte, dass regelmäßig Gerüchte über Überläufer auftauchen.
Innerhalb von 24 Stunden nach der Enthüllung von SpyTalk am 17. Juni berichteten chinesische Staatsmedien, dass Dong bei einem MSS-Seminar aufgetreten sei und Chinas Geheimdienstoffiziere aufgefordert habe, „ihre Bemühungen zu verstärken, ausländische Agenten und Insider zu jagen, die mit ‚anti-chinesischen‘ Kräften kollaborieren“. Ein Bericht der South China Morning Post über Dongs Kommentare erwähnte einen „22-jährigen Journalismusstudenten, der nur mit seinem Nachnamen Tian identifiziert wurde und beschuldigt wurde, einem namenlosen westlichen Land Informationen zur Verfügung gestellt zu haben, um China zu verleumden“. Tian wurde 2020 hinter verschlossenen Türen vor Gericht gestellt. Der ursprüngliche staatliche Medienbericht enthielt jedoch weder den Ort des Seminars noch eine audiovisuelle Aufzeichnung von Dongs Anwesenheit, was den Verdacht von Dongs wahrem Status weiter erhärtete. Ein US-Beamter, der über den Hintergrund von Newsweek sprach, sagte, die Berichte über Dongs Übertritt „sind nicht korrekt“, ohne näher darauf einzugehen. Eine zweite Quelle der US-Regierung, die ebenfalls unter der Bedingung der Anonymität sprach, sagte, die Gerüchte seien „absolut unwahr“.
Am 22. Juni gab ein namentlich nicht genannter hochrangiger Beamter der Biden-Regierung Spytalk eine so genannte „endgültige“ Ablehnung. Eftimiades sagte gegenüber SpyTalk, die nicht zugeschriebene Ablehnung eines hochrangigen US-Beamten sei „umwerfend“ und „wahrscheinlich auf höchster Ebene koordiniert“ und nannte die Saga ein geschlossenes Thema: „Spiel, Satz, Spiel“. Am folgenden Tag tauchte ein Foto von Dong bei der 16. Sitzung der Sicherheitsratssekretäre der Mitgliedstaaten der Shanghaier Organisation für Zusammenarbeit auf.
Während der gesamten Saga wurden die Gerüchte vor allem durch die Aufmerksamkeit amerikanischer konservativer politischer Nachrichtenagenturen angeheizt, darunter der ehemalige Fox News-Reporter Adam Housely, der als einer der Ersten über die Geschichte berichtete, sowie RedState, der mehrere der frühesten Geschichten basierend auf Houselys Berichterstattung übernommen hatte und behauptete, der Abfall habe zu einer „Glaubenskrise“ bei Anthony Fauci im Weißen Haus geführt. Die konservativen Medien Outlets Townhall und The Epoch Times behandelten die Geschichte ebenfalls ausführlich und nutzten die Gerüchte zur Kritik am vorsichtigen Ansatz der Biden-Regierung bei der Untersuchung der Ursprünge der COVID-19-Pandemie.